# Бохосян, Саркис
Саркис Бохосян (род. 27 марта 1941, Пловдив) — болгарский шахматист, международный мастер (1978).
Чемпион Болгарии 1972 года.
В составе национальной сборной участник следующих соревнований:
- 4-й командный чемпионат Европы (1970) в Капфенберге. Выступал на 1-й запасной доске, команда заняла 6-е место.
- 4-я Балканиада (1972) в Софии. Выиграл серебряную медаль в команде и «золото» в индивидуальном зачёте (выступал на 6-й доске).

С. Бохосян был также заявлен в качестве 2-го запасного игрока для участия в 40-й шахматной олимпиаде (1972) в Скопье, однако не сыграл ни одной партии.
По состоянию на март 2021 года не входил в число активных шахматистов Болгарии и занимал 59-ю позицию в национальном рейтинг-листе.

## Изменения рейтинга
| Графики недоступны из-за технических проблем. См. информацию на Фабрикаторе и на mediawiki.org. |